# Дом Петра Косенко
Дом Петра Косенко расположен в центре Грозного, на улице С. Ш. Лорсанова (бывшая улица Красных фронтовиков), № 15.

## Описание

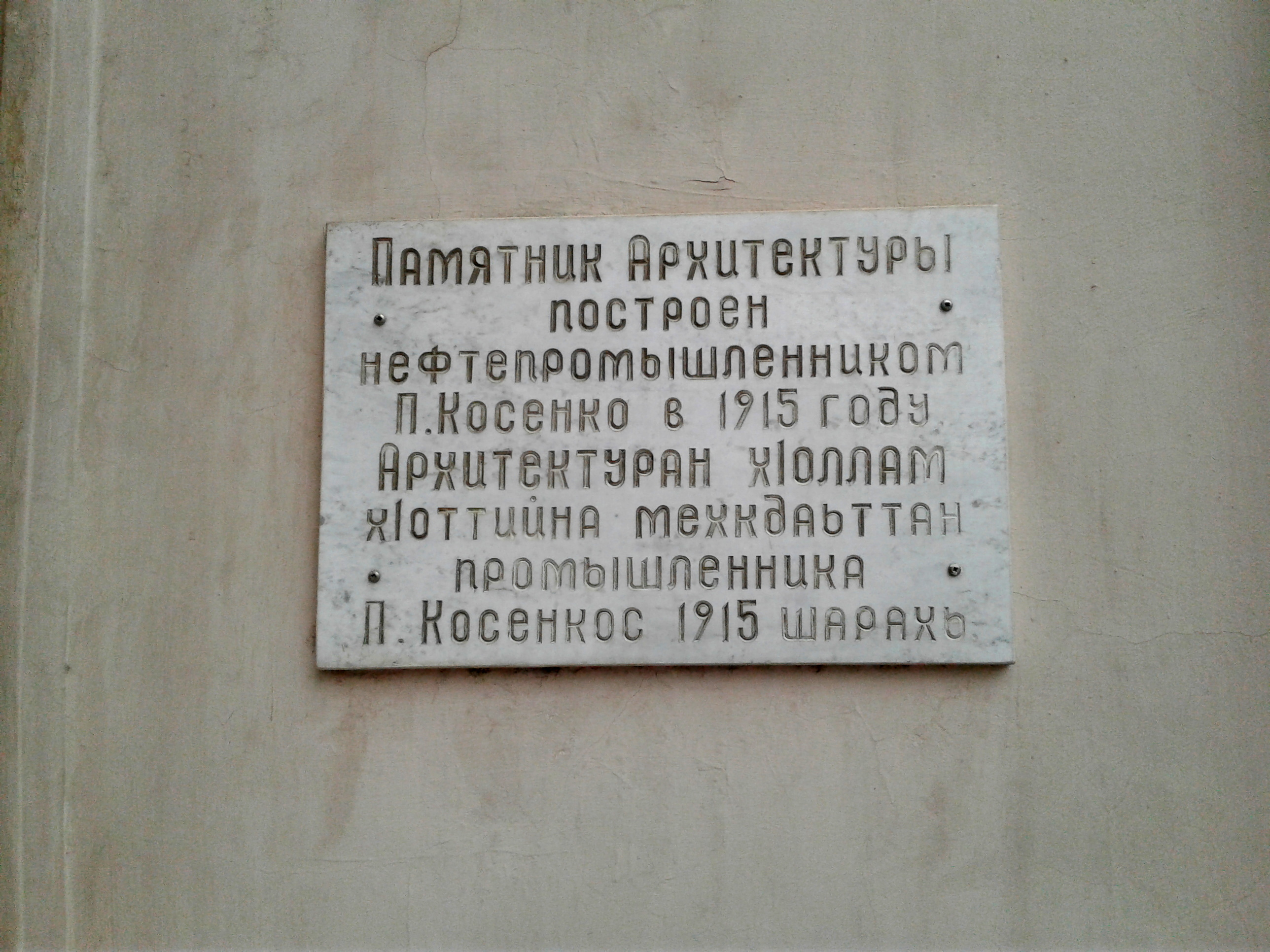
Мемориальная доска на доме Косенко.

Дом построен на деньги нефтепромышленника Петра Косенко в 1915 году. После победы Советской власти на Северном Кавказе дом был национализирован. В 1970-х — 1990-х годах в здании располагался Чечено-Ингушский научно-исследовательский институт истории, языка и литературы. В ходе боевых действий в Чечне здание сильно пострадало. В 2006 году были проведены реставрационные работы, придавшие зданию нынешний вид. По состоянию на июнь 2020 года в здании располагался офис местного отделения компании Билайн.
Здание признано объектом культурного наследия регионального значения.